# Paralakhemundi
Paralakhemundi ist die Hauptstadt des Distrikts Gajapati im Süden des indischen Bundesstaats Odisha.
Die Stadt liegt am Fuße der Ostghats im äußersten Süden von Odisha an der Grenze zu Andhra Pradesh. Die Großstadt Srikakulam befindet sich 55 km südlich von Paralakhemundi. Im Süden der Stadt strömt der Fluss Mahendratanaya, ein linker Nebenfluss der Vansadhara, in südöstlicher Richtung. Oberhalb des Flusses befindet sich der Brundavan-Palast.
Von Paralakhemundi führen mehrere Hauptstraßen zu den umliegenden Hauptorten.
Die Stadt ist an das Eisenbahnnetz angeschlossen und liegt an der Bahnstrecke Gunupur–Tekkali.
Paralakhemundi besitzt den Status einer Municipality.
Beim Zensus 2011 betrug die Einwohnerzahl 44.469.